# Gianni Ferretti
Gianni Ferretti, all'anagrafe Giovanni Ferretti (Tivoli, 16 luglio 1962), è un pianista, tastierista e compositore italiano.

## Biografia
Allievo del Maestro Cleoto Silvani, nel 1990 viene chiamato dal chitarrista Gianfranco Coletta per curare le programmazioni del suo album, "Il risveglio del fauno".

Nel 1991 compone insieme ad Alessandro Cipriani le musiche per la sonorizzazione dello stand italiano alla Telecom Expo' di Ginevra.

Nel 1994 programma i suoni di synth in alcuni brani dell'album "Le cose da salvare" di Luca Barbarossa, e nell'estate dello stesso anno è il tastierista della tournée estiva di Gilda Giuliani.

Nel 1996 entra nella Talent Scout Band, orchestra residente del locale romano omonimo, nella quale rimarrà fino al 2001.

Nel 1998 è il tastierista dell'orchestra del cantante Gianni Davoli.
Nel periodo dal 1999 al 2002 è il tastierista del gruppo "Latte&Miele, e nel 2001, insieme ad altri musicisti, fonda "Crêuza de mä", un omaggio a Fabrizio De André, gruppo tuttora in attività.

Nel 2003 pubblica il suo primo cd solista, intitolato "Johnjohn", edizioni Lengimusic, contenente dieci brani, di cui nove strumentali e uno cantato da Sabrina Cimino su testo di Paolo Audino, mentre due anni dopo, esce Chapter Two, secondo album solista, pubblicato anch'esso dalla Lengimusic, che contiene dieci brani tutti strumentali, tra cui un brano scritto e realizzato insieme al chitarrista Riccardo Zappa.

Nel 2007 scrive, insieme al paroliere Carlo Rocchi, "Tivoli nel cuore", canzone dedicata alla propria città, e patrocinata dal Comune di Tivoli, e compone la colonna sonora del cortometraggio "Non c'era una volta", del regista Sergio Pennisi.

## Discografia
- 2003 – Johnjohn (Lengimusic, CDVSC00012L)
- 2005 – Chapter Two (Lengimusic, CDVSCL015)